# T-Zelldepletion
Als T-Zelldepletion bezeichnet man Verfahren zur Entfernung von T-Lymphozyten aus Blutstammzellpräparaten (Knochenmark oder Leukapherisat) vor einer Knochenmark- oder Stammzelltransplantation zur Vermeidung einer Graft-versus-Host-Reaktion (GvH) oder Graft-versus-Host Krankheit (englisch GvHD oder Graft-versus-Host Disease). Die T-Zelldepletion ist eine Form der Zelldepletion.

## Technik
Im Laufe der Zeit wurden verschiedenste Verfahren angewendet, von denen derzeit nur noch wenige im Einsatz sind.
Ein in Deutschland häufig eingesetztes Verfahren ist die Depletion mit dem CliniMACS System der Miltenyi Biotec. Dabei werden die T-Zellen über Antikörper, die gegen das CD3 Antigen auf T-Zellen gerichtet sind und an Magnetpartikel gekoppelt sind, erkannt und in einem Magnetfeld von den übrigen Zellen der Blutstammzellspende getrennt.

## Stammzellanreicherung
Auch die Anreicherung von Stammzellen mit Antikörpern gegen CD34 oder AC133 mit dem CliniMACS System (Miltenyi Biotec) stellt eine Form der T-Zelldepletion dar, da dabei T-Zellen nicht mit selektioniert und damit indirekt entfernt werden. Diese Methode ist dabei meist effektiver in der Reduktion der T-Zellen als die T-Zelldepletion selbst.

## Andere Verfahren

### Komplementbasierende Verfahren
Dabei binden Antikörper an die T-Zellen und aktivieren das Komplementsystem. Dadurch werden die T-Zellen zerstört.
Campath in the bag und Campath i.v.: Campath erkennt das CD52 Antigen, das unter anderem auch auf T-Zellen exprimiert wird.
ATG: (Anti-Thymozyten Globulin) Die Globulinfraktion aus einem polyklonalen Serum gegen T-Zellen.

### SRBC rosetting
Schaferythrozyten (Sheep Red Blood Cells) die einen natürlichen Rezeptor für T-Zellen besitzen (CD2) werden mit dem Knochenmark vermengt und bilden sogenannte Rosetten. Sie werden dann durch Dichtegradientenzentrifugation über Percoll oder Ficoll abgetrennt. Früher sehr häufig eingesetzte Methode mit hohen Zellverlusten und geringer Effizienz.

### Lektinagglutination
Trennung mit Pflanzenlektinen, oft in Verbindung mit SRBC rossetting durchgeführt.

## Bedeutung
Die T-Zelldepletion ermöglicht die Blutstammzelltransplantation auch im HLA-inkompatiblen Situationen, d. h. wenn ein HLA-identischer Spender nicht verfügbar ist. Besonders bei Kindern wird dann eine haploidentische Transplantation von einem Elternteil durchgeführt. Hierbei ist stets die Hälfte der HLA-Antigene identisch (haplo-identisch).
Daneben wird die T-Zelldepletion teilweise auch bei der autologen Blutstammzelltransplantation von Patienten mit Autoimmunerkrankungen durchgeführt um die erkrankten T-Zellen aus dem Transplantat zu entfernen.